# Уалид Муалем
Уалид Муалем (на арабски: وليد المعلم – Уалид ал-Муаллам) е политик от Сирия, вицепремиер и външен министър.

## Биография
Роден е в сунитско семейство на 13 януари 1941 година в Дамаск. През 1960 година завършва гимназия и се записва в Каирския университет. През 1963 година завършва специалност „Икономика“, степен бакалавър.
От 1964 година работи в Министерството на външните работи на Сирия, служи в сирийските дипломатически мисии в Танзания, Саудитска Арабия, Испания и Великобритания. Посланик е в Румъния (1975-1980) и САЩ (1990-1999). Работи като помощник-министър (2000-2005) и заместник-министър на външните работи (2005-2006). Той е министър на външните работи (февруари 2006 - март 2011), после министър на външните работи и емигрантите (от април 2011) и заместник министър-председател от 23 юни 2012 г.
Автор е на редица книги по история на Сирия.